# Isaac Lifschütz
Isaac Lifschütz (ur. 15 marca 1852 w Pińsku, zm. 6 lutego 1938 w Hamburgu) – niemiecki chemik.

## Życiorys
Urodzony 15 marca 1852 r. w Pińsku. Od 18 roku życia studiował w Szwajcarii, a w 1884 r. uzyskał doktorat z chemii na Uniwersytecie we Fryburgu. Początkowo zajmował się badaniami nad lanoliną wyekstrahowaną z owczej wełny. Wyniki swoich badań opublikował w 1896 r., a dwa lata później wyizolował emulgator euceryt i na proces jego produkcji uzyskał w 1900 r. patent. Od 1887 r. żonaty z Cäcilie, w 1904 r. rodzina przeniosła się do Bremy. W 1909 r. został dyrektorem fabryki w pobliżu Bremy, gdzie Eucerin był produkowany na skalę przemysłową. Maść bazującą na eucerycie popularyzował dermatolog Paul Gerson Unna. Spotkanie z Unną i Oskarem Troplowitzem, którzy zarządzali Beiersdorf AG, zaowocowało nawiązaniem współpracy, w wyniku której w zamian za przekazanie praw do wynalazku Lifschütz został szefem własnego laboratorium w Beiersdorf i otrzymał pensję dyrektora oraz udział w zyskach. W Beiersdorf Lifschütz pracował od 1911 r. Euceryt stał się podstawą późniejszego kremu Nivea. Lifschütz odszedł na emeryturę w 1931 r. i zmarł 6 lutego 1938 r. w Hamburgu.